# Dwars door Hauts-de-France
Dwars door Hauts-de-France (Frans: À travers les Hauts de France) was voor mannen een driedaagse wielerwedstrijd in de Franse regio Hauts-de-France. Voor vrouwen werd een eerste editie georganiseerd in 2022.

## Mannen
Een eerste editie van deze wedstrijd werd verreden in 1923 en werd gewonnen door Jean Hillarion. In de laatste jaren van de wedstrijd reden vooral beloften en continentale ploegen mee. Bekende oud-winnaars zijn onder meer Charles Pélissier, Jef Demuysere en Joey Rosskopf. Tot 2018 heette de koers Paris-Arras Tour.

## Vrouwen
Voor vrouwen werd er in 2022 een eerste editie van deze wedstrijd georganiseerd, deze werd gewonnen door Mischa Bredewold Haar opvolgster werd in 2023 Valentine Fortin.

### Erelijst
| Jaar | Afstand | Winnaar          | Tweede                  | Derde              |
| ---- | ------- | ---------------- | ----------------------- | ------------------ |
| 2022 | 120 km  | Mischa Bredewold | Marie-Morgane le Deunff | Joelija Birjoekova |
| 2023 | 130 km  | Valentine Fortin | Christine Majerus       | Marthe Truyen      |